# La Possibilité d'espérer
 (juillet 2025).
Pour plus de détails, voir Fiche technique et Distribution.
La Possibilité d'espérer (The Possibility of Hope) est un court documentaire britannique réalisé par Alfonso Cuarón, sorti en 2007. Il est inclus dans les bonus du DVD de l'édition spéciale du film Les Fils de l'homme, dont il analyse les thèmes principaux.

## Synopsis
Le documentaire s'intéresse à différentes questions d'actualité posées par le film comme l'immigration, le réchauffement climatique ou l'économie capitaliste à travers les points de vue de plusieurs scientifiques et philosophes.

## Fiche technique
- Titre : La Possibilité d'espérer
- Titre original : The Possibility of Hope
- Réalisation : Alfonso Cuarón
- Scénario : Alfonso Cuarón et Juan Elias Tovar
- Musique : Michael Price
- Photographie : Gary Tarn
- Montage : Michael Fallavollita
- Production : Alfonso Cuarón, Michelle Sylvester et Frida Torresblanco
- Société de production : Esperanto Filmoj et New Wave Entertainment
- Pays :  États-Unis et  Mexique
- Genre : Documentaire
- Durée : 27 minutes
- Dates de sortie : 
  -  États-Unis : 28 mars 2007
  -  France : 24 avril 2007